# Stratifiering (botanik)
Stratifiering är manuell kylbehandling av frön för att de skall gro bättre. 
De flesta perenna växter som lever i ett tempererat klimat har frön som behöver en period av kyla för att gro. Man kan till exempel placera fröna i en plastpåse i kylskåpet på ett lätt fuktat hushållspapper eller i en burk med fuktad vermikulit. Beroende på art behöver man stratifiera olika länge, det kan vara allt mellan en vecka och flera månader. Vissa arter kan kräva flera perioder med omväxlande kallt och varmt för att gro.